# Avro 534 Baby
Avro 534 Baby – brytyjski lekki samolot sportowy z okresu międzywojennego.

## Historia
W 1919 roku w wytwórni lotniczej A.V.Roe and Company Limited, konstruktor Roy Chadwick opierając się na konstrukcji samolotu Avro Typ D opracował samolot sportowy z silnikiem o mocy 35 KM. Samolot ten otrzymał oznaczenie Avro 534 Baby. Pierwszy lot samolotu odbył się 30 kwietnia 1919 roku. Prototyp samolotu w dniu 30 kwietnia 1919 roku uległ katastrofie.
Pomimo tego rozpoczęto jego produkcję, modyfikując go poprzez zmianę jego wymiarów oraz stosowanego silnika. Budowano następujące wersje tego samolotu
Avro 534 – wersja prototypu
Avro 534B – wersja produkcyjna identyczna z prototypem
Avro 534C – wersja o zmniejszonych wymiarach
Avro 534D – wersja zbudowana dla płk E. Villiers'a, o zwiększonej masie i zasięgu, która mu posłużyła mu do przeloty z Wielkiej Brytanii do Kalkuty
Avro 543 – wersja o różnej długości płatów, dolne o mniejszych rozmiarach, większej długości oraz silnikiem ADC Cirrus I o mocy 60 KM, posiadał dwuosobową kabinę.
Avro 554 Antarctic Baby – wersja zbudowana dla wykonywania lotów w strefie polarnej, wyposażony w silnik Le Rhône o mocy 80 KM.
Łącznie w latach 1919–1922 zbudowano 9 samolotów tego typu wszystkich wersji.

## Służba
Samoloty Avro 534 Baby były używane na pokazach lotniczych oraz w zawodach lotniczych w latach 1920 – 1928. Wersja Avro 534D posłużyła płk. Villiers'owi do lotu długodystansowego na trasie Wielka Brytania – Kalkuta w 1929 roku, a Avro 554 służył do lotów w rejonie Nowej Fundlandii w 1924 roku, pilotowany przez kpt. R. S. Grandy.
Jeden  z samolotów Avro 534 Baby został w 1922 roku został sprzedany do Związku Radzieckiego.

## Konstrukcja
Samolot Avro 534 Baby był dwupłatem o konstrukcji drewnianej, pokryty płótnem. Płaty w wersji podstawowej miała identyczne wymiary. Kabina jednoosobowa odkryta. W wersji Avro 543 kabina była dwuosobowa, mieściła pilota i pasażera. Napęd stanowił silnik rzędowy chłodzony cieczą. Podwozie klasyczne, stałe z płozą ogonową. W wersji Avro 554 podwozie było pływakowe, także w wersji Avro 534 była możliwość stosowania obok podwozia kołowego także pływaków.